# Breed
Breed – inspirowana Xboxowym hitem Halo gra FPP firmy Brat Designs. Gracz jest w niej dowódcą czteroosobowej drużyny żołnierzy, walczącej przeciw najeźdźcom z kosmosu – zmechanizowanej rasie zwanej Breed.

## Fabuła
W 2160 roku kosmici zaatakowali daleko wysunięte kosmiczne posterunki ludzi. W odpowiedzi bez zastanowienia rzucono do walki całą flotę. Ziemianie zwyciężyli za cenę ogromnych strat. Zniszczenia uniknął tylko jeden, potężnych rozmiarów statek bojowy – UNSC Darwin. Po powrocie na ocalałych czekała niespodzianka – okazało się, że zaatakowanie kosmicznych kolonii miało tylko odwrócić uwagę. Kiedy ludzie wykrwawiali się w odległych galaktykach, Breed zajęli ich rodzinną planetę. Zdziesiątkowane oddziały zmodyfikowanych genetycznie żołnierzy muszą stanąć do nierównej walki o planetę.

## Rozgrywka
W Breed gracz przejmuje kontrolę nad czteroosobową grupą żołnierzy reprezentujących różne klasy (np. snajper, medyk, cekaemista). W każdej chwili może wcielać się w każdego z członków zespołu, a pozostałym wydać kilka prostych rozkazów ("wróć do mnie", "zostań", "wstrzymaj ogień" itp.). 
Podczas wykonywania misji, mających na celu odzyskiwanie danych, infiltrację czy ratowanie jeńców, można korzystać z napotkanych pojazdów i broni stacjonarnej. Wśród zadań znajdują się też takie, które wykonuje się wyłącznie z użyciem pojazdów (eskorta myśliwcem, atak czołgiem, ale także obrona statku ze stanowiska bocznego strzelca). 
Poszczególne etapy rozgrywane są nie tylko na powierzchni planety (w rozległych otwartych terenach i we wnętrzach budowli), ale także w przestrzeni kosmicznej oraz na pokładzie orbitującego wokół Ziemi Darwina.

## Uzbrojenie
Bronie dzielą się na dwie kategorie – uzbrojenie Ziemian oraz nietypowe urządzenia Breed. Wszystkie zaś podzielone są na uzbrojenie standardowe (wymagające amunicji) i energetyczne, pobierające energię z kombinezonu żołnierza. Do pierwszej kategorii należą m.in. karabin maszynowy, rakietnica i snajperka, zaś do drugiej miotacze różnych rodzajów energii. Podobnie jak w konsolowym Halo, gracz może nieść naraz tylko dwie bronie, ma też możliwość korzystania z uzbrojenia przeciwnika.

## Klasy postaci
Piechociarz (Light Grunt) – podstawowa jednostka ludzi, uzbrojona w karabin maszynowy. Jest najbardziej zrównoważoną pod względem szybkości i siły ognia postacią.
Snajper (USC Sniper) – klasa reprezentowana wyłącznie przez kobiety. Słabsza niż pozostałe jednostki, ale jej broń idealnie nadaje się do likwidowania wroga z dużych odległości.
Technik (USC Engineer) – średnio uzbrojony, ale opancerzony nieco lepiej niż piechociarz, potrafi naprawiać uszkodzone pojazdy i broń.
Medyk (USC Medic) – niezbyt szybka i wytrzymała jednostka, jednak niezastąpiona ze względu na pełnioną funkcję.
Cekaemista (USC Heavy Gunner) – powolny, jednak silnie opancerzony. Używa broni o dużej sile rażenia.
Pilot (USC Pilot) – praktycznie bez pancerza. Ma tylko jedną, nie za silną broń, za to potrafi pilotować myśliwiec, minimyśliwiec oraz statek desantowy.
Partyzant (USC Part) – Człowiek ruchu oporu najczęściej rasy azjatyckiej. Ratujemy ich w piątej misji.

## Grafika
Silnik graficzny Breed pozwala na generowanie dużych przestrzeni bez przymusu ograniczania widoczności, który to efekt porównywano z możliwościami silnika gry Far Cry. Użycie technologii pixel shader sprawia, że pewne elementy krajobrazu, np. woda, wyglądają niemal fotorealistycznie, lecz w niektórych miejscach sceneria jest pozbawiona szczegółów i uboga.

## Odbiór gry
Breed nie odniósł sukcesu. Po długim oczekiwaniu wydany został produkt, który nie spełniał oczekiwań. Rozgrywkę uznano za nieemocjonującą i zbyt prostą, grafika nie prezentowała poziomu konkurencji (wspomniany Far Cry), a w grze dopatrywano się wielu błędów. Mimo tego niektórzy nie zwrócili uwagi na niedoróbki techniczne i docenili niewątpliwe zalety gry – rozbudowane mapy, różnorodne misje, ciekawy klimat oraz lekkość rozgrywki.